# Dietrich Stollberg
Dietrich Stollberg (* 14. April 1937 in Nürnberg; † 4. Juni 2014 in Fürth) war ein deutscher Praktischer Theologe, Pastoralpsychologe und Hochschullehrer.
Dietrich Stollberg ist neben Joachim Scharfenberg, Hermann Stenger und Klaus Winkler nach dem Zweiten Weltkrieg einer der bedeutendsten Vertreter der deutschsprachigen Poimenik.

## Leben
Stollberg wurde als Sohn des Kirchenmusikdirektors Oskar Stollberg (1903–1995) geboren und wuchs in Schwabach auf. Er studierte Pädagogik, Germanistik und Theologie in Nürnberg, Erlangen, Neuendettelsau, Tübingen und Evanston/Ill. (USA). Sein 1. theologisches Examen absolvierte er 1962 in Ansbach. Es folgten Vikariat und verschiedene Pfarrstellen-Vertretungen in Chicago (St. Simon’s Lutheran Church), in Freising/Obb., Bad Kissingen. Er arbeitete als Dolmetscher und Übersetzer bei der Weltkonferenz für Glauben und Kirchenverfassung 1963 in Montreal mit. Seine praktische Berufseinführung schloss er mit dem 2. theologischen Examen 1965 in Ansbach ab, 1965 folgte in Erlangen die Ordination zum geistlichen Amt.
1964–1971 war er Wissenschaftlicher Mitarbeiter und Assistent bei Kurt Frör an der Friedrich-Alexander-Universität Erlangen-Nürnberg, wo er 1968 promoviert wurde und sich 1971 habilitierte (Kurt Frör und Hermann Stenger).
Er absolvierte psychoanalytische und gruppentherapeutische Ausbildungen bei Viktor Emil von Gebsattel, I. von Viebahn, M.- L. Werner, Th. Hau, Ruth C. Cohn, Ruth Ronall u. a.
Als Professor für Praktische Theologie mit den Schwerpunkten Seelsorge und Pastoralpsychologie und Direktor des Seelsorgeinstitutes an der Kirchlichen Hochschule in Bethel/Bielefeld war er 1971–1979 tätig, danach als Professor für Praktische Theologie mit den Schwerpunkten Gottesdienst und Seelsorge an der Philipps-Universität Marburg von 1979 bis zu seiner Emeritierung 2001, In Marburg war er auch von 1979 bis 1989 Universitätsprediger.
Stollberg zählte 1972 zu den Mitbegründern der Deutschen Gesellschaft für Pastoralpsychologie (DGfP), er war dort Lehrsupervisor. Im Deutschen Arbeitskreis für Gruppenpsychotherapie und Gruppendynamik (DAGG) war er Gruppenpsychotherapeut, Lehrgruppenleiter und Supervisor, ebenso Graduiertes Mitglied und Lehrbeauftragter für TZI im Ruth-Cohn-Institut International.
Stollberg verbrachte seine letzten Lebensjahre in Fürth. Dort starb er am 4. Juni 2014.

### Mitgliedschaften in Fachgesellschaften
- Deutsche Gesellschaft für Pastoralpsychologie (DGfP) (Ehrenmitglied)
- Deutscher Arbeitskreis für Gruppenpsychotherapie und Gruppendynamik (DAGG)
- Ruth-Cohn-Institut für Themenzentrierte Interaktion – International
- Evangelische Konferenz für Familien- und Lebensberatung (EKFuL)

## Werke (Auswahl)

### Bücher
- Therapeutische Seelsorge. Die amerikanische Seelsorgebewegung, Darstellung und Kritik, mit einer Dokumentation (= Studien zur praktischen Theologie, Nummer 6). Kaiser, München 1969, Hochschulschrift: Erlangen-Nürnberg, Theologische Fakultät, Dissertation vom 24. Mai 1968.
- Seelsorge praktisch. Göttingen 1970, Göttingen 1979.
- (Hrsg.): Praxis ecclesiae. Praktische Theologie als Hermeneutik, Katechetik und Homiletik im Dienste der Kirche. Kurt Frör zum 65. Geburtstag am 10. Oktober 1970 (= Studien zur praktischen Theologie, Nummer 9). Kaiser, München 1970.
- Seelsorge durch die Gruppe. Praktische Einführung in die gruppendynamisch-therapeutische Arbeitsweise. Göttingen 1971, ISBN 3-525-62138-8.
- Mein Auftrag – Deine Freiheit. München 1972
- Nach der Trennung. München 1974
- Wahrnehmen & Annehmen. Gütersloh 1978.
- Wenn Gott menschlich wäre … Auf dem Wege zu einer seelsorgerlichen Theologie. Stuttgart, Berlin 1978, ISBN 3-7831-0559-5.
- Lernen, weil es Freude macht. München 1982.
- Liturgische Praxis. Göttingen 1993.
- Soll man das glauben? Leipzig 2009.
- „Alles, was Christum treibet“ – lutherisch gepredigt. Freimund-Verlag, Neuendettelsau 2010, ISBN 978-3-86540-077-2.
- Religion als Kunst. Nachdenken über Praktische Theologie und Ästhetik. Evangelische Verlagsanstalt, Leipzig 2014, ISBN 978-3-374-03751-3.

### Beiträge zu Sammelwerken
- Dreiecke oder von der sozialen Balance im Unterricht. In: P. und M. Pflüger (Hrsg.): Tiefenpsychologie und Pädagogik. Stuttgart 1977, S. 194–213.
- Vermeidungen in der Themenzentrierten Interaktion. In: Karin Hahn, Marianne Schraut-Birmelin, Klaus Schütz, Christel Wagner (Hrsg.): Gruppenarbeit. Themenzentriert. Entwicklungsgeschichte, Kritik und Methodenreflexion (= Aspekte Themezentrierter Interaktion), Mainz 1987, ISBN 3-7867-1292-1, S. 101–116.
- Theologie und TZI: Thesen. In: Karl Josef Ludwig (Hrsg.): Im Ursprung ist Beziehung. Theologisches Lernen als themenzentrierte Interaktion. Mainz 1997, ISBN 3-7867-2005-3, S. 18–28.
- Jüdisch-christliche Einflüsse. In: Mina Schneider-Landolf, Jochen Spielmann, Walter Zitterbarth (Hrsg.): Handbuch Themenzentrierte Interaktion (TZI). Mit einem Vorwort von Friedemann Schulz von Thun, 2., durchgesehene Auflage, Göttingen 2010, ISBN 978-3-525-40152-1
- zusammen mit Mina Schneider-Landolf: Lebendiges Lernen. In: Mina Schneider-Landolf, Jochen Spielmann, Walter Zitterbarth (Hrsg.): Handbuch Themenzentrierte Interaktion (TZI). Mit einem Vorwort von Friedemann Schulz von Thun, 2., durchgesehene Auflage, Göttingen 2010, ISBN 978-3-525-40152-1

### Artikel
- Artikel bis 1979 verzeichnet in den Bänden von WuD nf (Jahrbuch der Kirchlichen Hochschule Bethel, neue Folge)
- Liste der Artikel ab 1979
- Wer den Globe nicht kennt, den frisst er. In: Themenzentrierte Interaktion/TZI. 20. Jahrgang, Heft 1, Frühjahr 2006
- TZI und Hierarchie. In: Themenzentrierte Interaktion/TZI. 22. Jahrgang, Heft 2, Herbst 2008
- Zornige alte Männer. Oder: Warum ich aus der Deutschen Gesellschaft für Pastoralpsychologie (DGfP) ausgetreten – und inzwischen wieder eingetreten bin. In: Pastoralpsychologie in Bewegung. Zum Stand der Seelsorgebewegung in Deutschland (= Deutsche Gesellschaft für Pastoralpsychologie e. V. (Hrsg.), DGfP-Info), 2009, S. 6–23.
- Theoretische Grundlagen der TZI – Was man kennen und können muss – und was nicht. In: Themenzentrierte Interaktion/TZI. 28. Jahrgang, 2014, Heft 1, S. 89–94.